# Miracle de Riazan
Le miracle de Riazan est une affaire économique qui se déroule dans l'oblast de Riazan en 1959,,,. Elle consiste à tripler la production de viande bovine et de lait initialement prévue par le plan économique en utilisant à cet effet les moyens qui conduisent à de sinistres conséquences pour la filière locale de l'élevage.

## Historique
En mai 1957, le premier secrétaire du CCPCUS Nikita Khrouchtchev lance le défi de construire « immédiatement » le communisme et de « rattraper et dépasser l'Amérique! ». Cela prévoyait entre autres de tripler la production de viande dans le pays dans les trois ans à venir. Cependant, malgré tous les efforts du parti, la pénurie de produits alimentaires de base se fait toujours sentir en URSS. Un an et demi après l'annonce dudit plan, l'augmentation de production est très modeste, ce qui provoque l'insatisfaction de Khrouchtchev. A la fin de 1958, tous les comités régionaux du PCUS reçoivent un ordre de prendre des «mesures décisives» pour accroître la production de viande en 1959,.
A ce moment le premier secrétaire du Comité régional du PCUS de Riazan, Alekseï Larionov, fait une déclaration ambitieuse, promettant de tripler la livraison de viande par les éleveurs de la région en un an. Promesses, qui, malgré leur irréalité, sont approuvées par la conférence régionale du parti, et le 9 janvier 1959, à la demande de Khrouchtchev et malgré la désapprobation du Département agricole du Comité central du PCUS, elles sont  publiées dans la Pravda. Plusieurs autres régions se joignent à ce projet. Avant même que la région de Riazan ait le temps de commencer à réaliser son programme grandiose, elle reçoit l'ordre de Lénine, en février 1959. Alekseï Larionov en décembre de la même année est déclaré héros du travail socialiste.
Afin de tenir la promesse, Alekseï Larionov et son comité du parti ordonnent de tuer tout le cheptel bovin y compris les veaux nés en 1959, ainsi que la plupart du troupeau laitier et des reproducteurs. On réquisitionne également les vaches que les kolkhozniks gardent chez eux, pour leur consommation personnelle de lait. Cependant, même ces mesures ne suffisent pas, et des achats de bétail dans les régions voisines sont organisés au détriment des fonds publics destinés à l'acquisition de voitures, à la construction d'écoles, etc. Le 16 décembre 1959, les autorités locales font un rapport solennel sur l'exécution à 100 % du plan : la région aurait « vendu » 150 000 tonnes de viande à l'État, soit trois fois plus que l'offre de l'année précédente; les promesses pour l'année 1960 visent un chiffre encore plus important - 180 000 tonnes de viande.
Cependant, en 1960, après l'abattage de masse de l'année précédente, le cheptel bovin a diminué de 65 % par rapport à 1958 et la production ne dépasse pas les 30 000 tonnes. Les agriculteurs des fermes collectives après la perte de leurs animaux, refusent de cultiver les terres collectives, ce qui entraîne une chute de la production céréalière de 50 %. À la fin de 1960, il devient impossible de cacher la catastrophe.
Le 22 septembre 1960, après avoir révélé la tromperie, Alekseï Larionov se donne la mort avec une arme à feu.